# На задней парте
«На задней парте» — серия советских рисованных мультфильмов, снятая режиссёром Валерием Угаровым на киностудии «Союзмультфильм» в 1978—1985 годах, комические истории про школьников.
Первые два выпуска озвучены оригинальной музыкой Владимира Мартынова, исполненной на синтезаторе EMS Synthi 100; автор музыки к двум последним выпускам — композитор-авангардист Вячеслав Артёмов. По первому и второму выпуску мультфильма также была выпущена одноимённая книжка-комикс.

## Сюжет
Герои мультфильма — отличница Оля Знайкина и двоечник Боря Лейкин, которые сидят рядом на задней парте. Оля мечтает превратить Борю в отличника, но тот продолжает оставаться двоечником и озорником. Образ Лейкина совпадает с героем предыдущего мультфильма, режиссёром которого также был Валерий Угаров — «Проделкин в школе».
События мультфильма происходят параллельно в реальности и в оживших карикатурах, которые рисует Боря Лейкин, где он под именем Бармалейкин гоняется за Зазнайкиной, изобретает фантастические машины и путешествует в пространстве и времени. Чтобы проучить Лейкина (в обоих смыслах), Оля вмешивается в сюжет его рисунков, часто одним дополнительным штрихом превращая победу в поражение.

### Первый выпуск
Бармалейкин гонится за Зазнайкиной по страницам различных учебников. Они испытывают друг на друге закон сообщающихся сосудов, умножение на ноль, переход из одного агрегатного состояния в другое, эксперименты Галилея на Пизанской башне и гонку на машинах всех времён и народов. В конце Бармалейкин попадает на фотонной ракете в чёрную дыру и исчезает вместе с реальным Лейкиным, который, узнав нечто очень важное, спешит за новой информацией в школьную библиотеку.
Свойства чёрной дыры описаны в соответствии с формулировкой И. Д. Новикова, согласно которой пространственная и временная координаты «меняются местами», то есть передвижение в искривлённом гравитацией чёрной дыры пространстве приводит к передвижению во времени.

### Второй выпуск
Начитавшись научной фантастики, Лейкин изобретает собственный проект машины времени и отправляет нарисованного Бармалейкина в будущее. Там он встречает себя из будущего, который предсказывает ему провал на экзамене и советует лучше к нему подготовиться. Вместо этого Бармалейкин отправляется в прошлое, чтобы ликвидировать темы экзаменов: сначала сорвать открытие Ньютоном закона всемирного тяготения, а затем уничтожить остальные научные открытия и, наконец, изменить ход эволюции жизни на Земле, убив цератозавра и плезиозавра. В результате земляне принимают форму подводных беспозвоночных существ, но Знайкина всё равно сдаёт на отлично, а Лейкина отправляют в сепулярий, на сепуление (то есть на переэкзаменовку). После этого Бармалейкин встречает своего двойника из прошлого — повторяется сцена из начала фильма, в которой он уже выступает в качестве Бармалейкина из будущего. Знайкина, видя расстроенного Лейкина, предлагает ему помочь подготовиться к переэкзаменовке.

### Третий и четвёртый выпуск
Знайкина помогает Лейкину подготовиться к переэкзаменовке. Сначала она объясняет упорно отвлекающемуся Боре принцип параллелограмма сил (первая тема экзаменационного билета), затем отправляет нарисованного Бармалейкина на поиск сокровищ на острове Малый Кайман (вторая тема билета — география островов Карибского моря), где он встречается с экспедицией Христофора Колумба (третья тема билета). Бармалейкин попадает в Бермудский треугольник и обнаруживает Атлантиду, а реального Лейкина в это время преследует НЛО. Наконец экзамен завершается, и Лейкин сдаёт его на пятёрки (что приводит Знайкину к сильному потрясению).
Следующий учебный год Оля и Боря встречают уже в дружеских отношениях.

## Съёмочная группа
| авторы сценария            | Анатолий Петров, Валерий Угаров |
| кинорежиссёр               | Валерий Угаров |
| художники-постановщики     | Людмила Кошкина, Елена Пророкова |
| операторы                  | Кабул Расулов (2 и 3), Михаил Друян (1 и 4) |
| композитор                 | Владимир Мартынов, Вячеслав Артёмов |
| звукооператоры             | Владимир Кутузов (3 и 4), Борис Фильчиков (1 и 2) |
| роли озвучивали:           | Людмила Гнилова — Оля Знайкина Агарь Власова — Боря Лейкин Феликс Яворский — учитель (2) Всеволод Ларионов — Исаак Ньютон Борис Никифоров — учитель (4) / Христофор Колумб                               |
| художники-мультипликаторы: | Наталия Богомолова, Анатолий Абаренов, Александр Горленко, Юрий Кузюрин, Владимир Шевченко, Олег Комаров, Татьяна Померанцева, Александр Дорогов, Тенно-Пент Соостер, Александр Мазаев, Андрей Игнатенко |
| художники:                 | Елена Качкова, Татьяна Зворыкина, Ольга Новосёлова, Елена Гололобова, Татьяна Строева |
| ассистенты режиссёра       | Татьяна Лытко, Ирина Литовская |
| ассистент оператора        | Татьяна Митителло |
| ассистенты:                | Людмила Морозова, Елизавета Жарова, Людмила Крутовская, Татьяна Сокольская, Светлана Гвиниашвили |
| ассистент художника        | Елена Кунакова |
| монтажёры                  | Маргарита Михеева (1) Н. Бордзиловская (2 и 3), Татьяна Сазонова (4) |
| редакторы                  | Аркадий Снесарев (3 и 4), Елена Никиткина (1 и 2) |
| директор картины           | Федор Иванов (3 и 4), Лиаиана Мономахова (1 и 2) |

## О мультфильме
Тема беспорядка, весёлого разгрома, озорства, непоседливости возникает и в фильме «Проделкин в школе» (1974), снятом с Геннадием Сокольским и Анатолием Петровым; и в четырёх выпусках «На задней парте» (1978—1985), для которых Угаров написал сценарии с Анатолием Петровым. Все эти динамичные истории с головокружительными погонями и превращениями одновременно преследовали познавательные и воспитательные цели.— Сергей Капков
- 1978 — «На задней парте» (Выпуск 1)
- 1980 — «На задней парте» (Выпуск 2)
- 1984 — «На задней парте» (Выпуск 3)
- 1985 — «На задней парте» (Выпуск 4)